# Richard Harrington
Richard Harrington (Merthyr Tydfil, 12 maart 1975) is een Welsh acteur.

## Biografie
Harrington werd geboren in Merthyr Tydfil bij Engels sprekende ouders. Hij leerde Welsh spreken op de middelbare school waar deze taal gesproken werd. Harrington heeft een partner en twee kinderen.
Harrington begon in 1987 met acteren in de televisieserie The District Nurse, waarna hij nog meerdere rollen speelde in televisieseries en films. Hij speelde in onder andere Coronation Street (1999), Spooks (2004), Dalziel and Pascoe (2005), Bleak House (2005), Holby Blue (2007-2008) en Hinterland (2013-2016). Met zijn rol in Hinterland won hij in 2015 een BAFTA Wales award in de categorie Beste Acteur.

## Filmografie

### Films
Uitgezonderd korte films.
- 2023 Consent - als hoofdmeester
- 2022 Fisherman's Friends: One and All - als Morgan Jenkins
- 2021 The Most Reluctant Convert - als Albert Lewis
- 2018 Last Summer - als Dai Hop
- 2018 Gwen - als Edward Morris
- 2018 A Mother's Love - als DI Nolan
- 2016 Royal Wives at War - als verteller
- 2015 Just Jim - als hoofdmeester
- 2014 Under Milk Wood - als buurman
- 2012 Elfie Hopkins - als Timothy Jenkins
- 2011 Burton: Y Gyfrinach - als Richard Burton
- 2008 Hope Eternal - als Evan
- 2007 The Contractor - als Terry Winchell
- 2007 The All Together - als Jerry Davies
- 2006 Daddy's Girl - als Stephen
- 2004 Mathilde - als Babyface
- 2004 Secret Passage - als Joseph
- 2004 Gunpowder, Treason & Plot - als Thomas Percy
- 2003 Rehab - als Powell
- 2003 The Ride - als Spike
- 2002 High Speed - als Spike
- 2001 Score - als Neil
- 2000 Care - als Tony Collins
- 1997 Breeders - als Jack
- 1997 House of America - als Cat
- 1996 The Proposition - als Evan
- 1994 Gadael Lenin - als Charlie

### Televisieseries
Uitgezonderd eenmalige gastrollen.
- 2023 Pren ar y Bryn - als Glyn - 5 afl.
- 2023 Steeltown Murders - als Colin Dark - 4 afl.
- 2023 Dalgliesh - als dr. David Rollinson - 2 afl.
- 2022 Casualty - als Jonty Buchanan - 3 afl.
- 2021 Fflam - als Beds - 6 afl.
- 2020 Gangs of London - als Mal - 5 afl.
- 2020 Endeavour - als dr. Dai Ferman - 2 afl.
- 2018 Requiem - als Aron Morgan - 6 afl.
- 2013-2016 Hinterland - als hoofdinspecteur Tom Mathias - 13 afl.
- 2015-2016 Poldark - als kapitein Andrew Blamey - 5 afl.
- 2014 Wolfblood - als Gerwyn - 4 afl.
- 2012 Alys - als Simon - 8 afl.
- 2012 Casualty - als Chris Johnson - 2 afl.
- 2011 Lark Rise to Candleford - als Gabriel Cochrane - 6 afl.
- 2010 Pen Talar - als Defi Lewis - 7 afl.
- 2009 Collision - als James Taylor - 3 afl.
- 2009 Land Girls - als Adam Blackfield - 2 afl.
- 2007-2008 Holby Blue - als Luke French - 20 afl.
- 2007 Five Days - als Daf Parry - 3 afl.
- 2005 Bleak House - als Allan Woodcourt - 7 afl.
- 2005 Dalziel and Pascoe - als Gary Mileham - 2 afl.
- 2004 Spooks - als Will North - 6 afl.
- 1999 Coronation Street - als Owen Williams - 2 afl.
- 1997 Tiger Bay - als Warwick - 3 afl.

- Gemeinsame Normdatei: 102854992X
- International Standard Name Identifier: 0000 0000 5155 3677
- Library of Congress Control Number: no2008103078
- Système universitaire de documentation: 221245693
- Virtual International Authority File: 46578551
- WorldCat: E39PBJpJd3xjr9WY7CFFfrHQv3